# 謝爾戈卡拉區

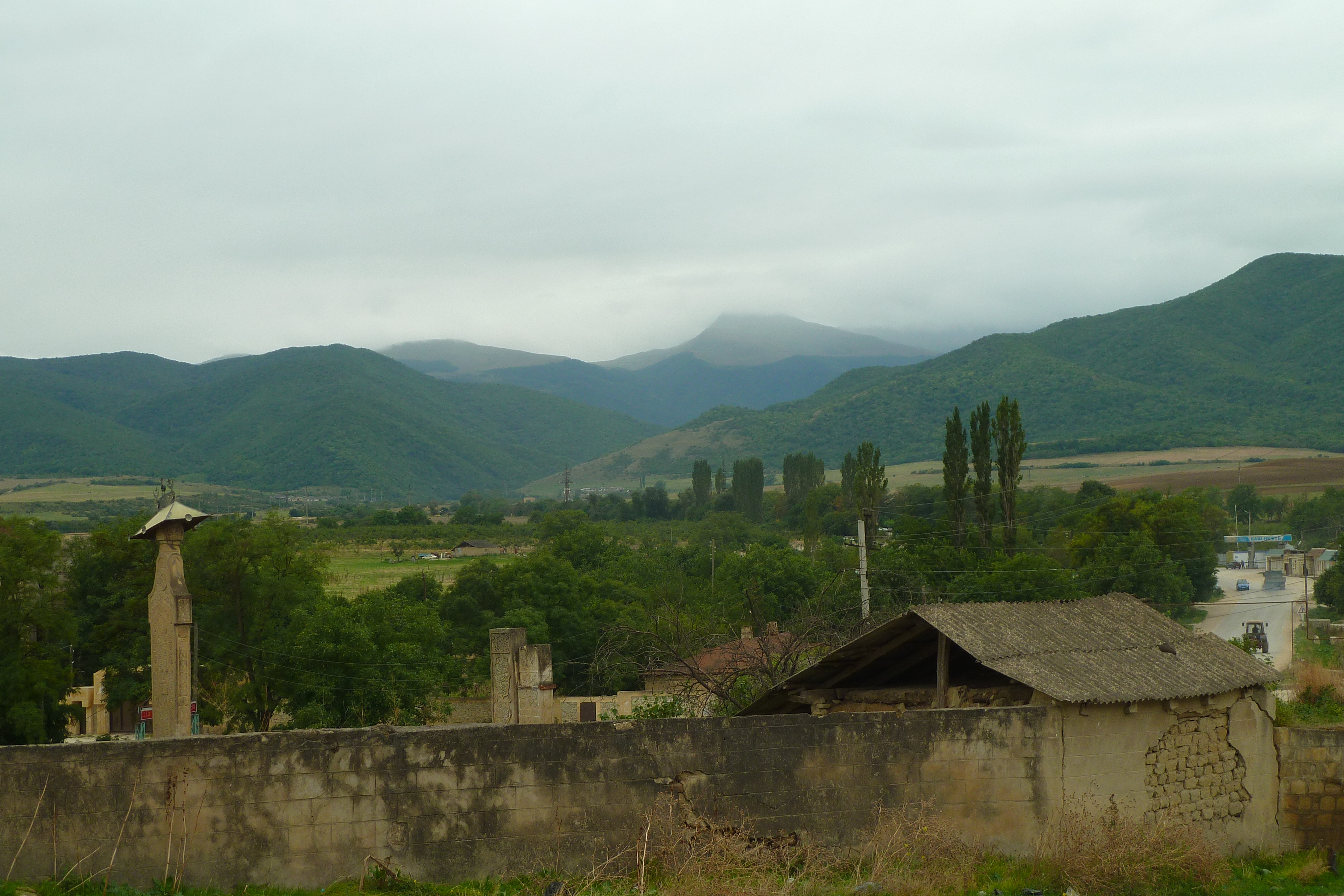

42°27′N 47°40′E / 42.450°N 47.667°E
謝爾戈卡拉區（俄语：Сергокалинский район），是俄羅斯的一個區，位於該國西南部，由達吉斯坦共和國負責管轄，面積528.4平方公里，2010年人口27,133，人口密度每平方公里51.35人。行政中心为謝爾戈卡拉。